# لمیرمحله
لمیرمحله، روستایی از توابع بخش مرکزی شهرستان آستارا در استان گیلان ایران است.

## جمعیت
این روستا در دهستان ویرمونی قرار دارد و براساس سرشماری مرکز آمار ایران در سال ۱۳۸۵، جمعیت آن ۲۹۶ نفر (۷۴خانوار) بوده‌است.